# Eleições parlamentares europeias de 2009 (Roménia)
As eleições parlamentares europeia de 2009 na Roménia, realizaram-se a 7 de junho e, serviram para, pela primeira vez, eleger os 33 deputados nacionais ao Parlamento Europeu.

## Resultados Oficiais
| Partido                 | Partido                                    | Votos      | %               | +/-   | Deputados | +/-     |
| ----------------------- | ------------------------------------------ | ---------- | --------------- | ----- | --------- | ------- |
|                         | Partido Social-Democrata                   | 1 504 218  | 31,07 / 100,00  | 7,96  | 11 / 33   | 1       |
|                         | Partido Democrata Liberal                  | 1 438 000  | 29,71 / 100,00  | 6,88  | 10 / 33   | 6       |
|                         | Partido Nacional Liberal                   | 702 974    | 14,52 / 100,00  | 1,08  | 5 / 33    | 1       |
|                         | União Democrática dos Húngaros             | 431 739    | 8,92 / 100,00   | 3,40  | 3 / 33    | 1       |
|                         | Partido da Grande Roménia                  | 419 094    | 8,65 / 100,00   | 4,50  | 3 / 33    | 3       |
|                         | Elena Băsescu                              | 204 280    | 4,22 / 100,00   | Novo  | 1 / 33    | Novo    |
|                         | Partido Nacional Agrário Democrata-Cristão | 70 428     | 1,45 / 100,00   | 0,26  | 0 / 33    | Estável |
|                         | Pavel Abraham                              | 49 864     | 1,03 / 100,00   | Novo  | 0 / 33    | Novo    |
|                         | Outros                                     | 19 436     | 0,40 / 100,00   |       | 0 / 33    |         |
| Votos Inválidos         | Votos Inválidos                            | 194 621    | 3,86 / 100,00   | 0,76  |           |         |
| Total                   | Total                                      | 5 035 297  | 100,00 / 100,00 |       | 33 / 33   | 2       |
| Eleitorado/Participação | Eleitorado/Participação                    | 18 197 316 | 27,67 / 100,00  | 1,79  |           |         |
| Fonte                   | Fonte                                      | [ 1 ]      | [ 1 ]           | [ 1 ] | [ 1 ]     | [ 1 ]   |